# Will Marion Cook
Will Marion Cook (Washington D. C., 27 de enero de 1869-Nueva York, 19 de julio de 1944) fue un violinista, saxofonista y director de orquesta norteamericano de jazz tradicional.

## Historial
Miembro de una familia de la burguesía negra de finales del siglo XIX, estudió en la universidad, como sus padres, y aprendió música en el conservatorio. A los 16 años se trasladó a Berlín para continuar sus estudios de violín clásico. En 1898, regresó a Nueva York, donde recibió clases de Anton Dvorak y asumió un encargo para componer una opereta del tipo minstrel, llamada "Clorindy: The origin of the cake walk", que se convirtió en uno de los éxitos más importantes del teatro americano en Broadway. En 1905 formó parte, como asesor y arreglista, del grupo "The Memphis Students", impulsado por Will Dixon y en el que figuraba, entre otros, Jimmy Reese Europe. Sin embargo, el gran éxito de su opereta anterior, le impulsó a escribir algunas más, entre 1902 y 1907.
En 1910, funda la "New York and Southern Syncopated Orchestra", con la que actúa por todo el país y visita el Reino Unido, en 1919. En esta visita, forma parte de la orquesta el saxofonista Sidney Bechet, entre otros. Cuando Cook regresa a los Estados Unidos, buena parte de sus músicos permanecen en Europa, realizando una importante labor de impulso al jazz en el continente. Después, Cook se aleja de la escena musical, hasta su fallecimiento.